# Back to Black (Lied)
Back to Black (englisch für „Zurück ins Schwarze“) ist ein Lied der britischen Sängerin Amy Winehouse, das im Oktober 2006 erschien.

## Entstehung und Veröffentlichung
Das Lied wurde von der Interpretin selbst, zusammen mit Mark Ronson, geschrieben. Letzterer zeichnete zudem auch für die Produktion verantwortlich.
Die Erstveröffentlichung von Back to Black erfolgte am 27. Oktober 2006 bei Island Records, als Teil von Winehouses zweiten gleichnamigen Studioalbums (Katalognummer: 174 130-3). Am 26. April 2007 erschien das Lied als dritte Singleauskopplung aus dem Album. Diese erschien in diversen verschiedenen Ausführungen auf CD sowie als Download, unter anderem als 2-Track-Single mit einem Remix als B-Seite (Katalognummer: 173 232 6).

## Inhalt
Back to Black handelt von dem Schmerz und der Verzweiflung, die Winehouse nach dem Ende einer Beziehung mit Blake Fielder-Civil durchlebte. Es sei eine persönliche Reflexion über ihre turbulente Beziehung, die von Drogen und emotionalen Turbulenzen geprägt gewesen sei. Das Lied thematisiere ihre Rückkehr zu alten, schädlichen Gewohnheiten und Verhaltensmustern, metaphorisch dargestellt als „Zurück ins Schwarze“.

## Musikvideo
Das dazugehörige Musikvideo entstand unter der Regie von Phil Griffin und wurde im September 2006 veröffentlicht. Es ist schwarz-weiß und zeigt Winehouses eingangs singend auf einem Sessel und auf dem Wege zu einem Friedhof. Bis Juni 2025 zählte das Video über 1,3 Milliarden Aufrufe auf der Videoplattform YouTube.

## Kommerzieller Erfolg

### Chartplatzierungen
| ChartsChartplatzierungen     | Höchstplatzierung | Wochen |
| ---------------------------- | ----------------- | ------ |
| Deutschland (GfK)            | 8 (30 Wo.)        | 30     |
| Österreich (Ö3)              | 3 (47 Wo.)        | 47     |
| Schweiz (IFPI)               | 8 (61 Wo.)        | 61     |
| Vereinigtes Königreich (OCC) | 8 (63 Wo.)        | 63     |

| ChartsJahrescharts (2007)    | Platzierung |
| ---------------------------- | ----------- |
| Vereinigtes Königreich (OCC) | 85          |

| ChartsJahrescharts (2008) | Platzierung |
| ------------------------- | ----------- |
| Deutschland (GfK)         | 48          |
| Österreich (Ö3)           | 13          |
| Schweiz (IFPI)            | 33          |

### Auszeichnungen für Musikverkäufe
| Land/Region                  | Auszeichnungen für Musikverkäufe (Land/Region, Auszeichnung, Verkäufe) | Verkäufe  |
| ---------------------------- | ---------------------------------------------------------------------- | --------- |
| Brasilien (PMB)              | Diamant                                                                | 250.000   |
| Dänemark (IFPI)              | Platin                                                                 | 90.000    |
| Deutschland (BVMI)           | 3× Gold                                                                | 450.000   |
| Griechenland (IFPI)          | 2× Platin                                                              | 40.000    |
| Italien (FIMI)               | 2× Platin                                                              | 100.000   |
| Neuseeland (RMNZ)            | 2× Platin                                                              | 60.000    |
| Portugal (AFP)               | 2× Platin                                                              | 20.000    |
| Schweiz (IFPI)               | Platin                                                                 | 30.000    |
| Spanien (Promusicae)         | 3× Platin                                                              | 180.000   |
| Vereinigte Staaten (RIAA)    | Platin                                                                 | 1.000.000 |
| Vereinigtes Königreich (BPI) | 3× Platin                                                              | 1.800.000 |
| Insgesamt                    | 1× Gold · 18× Platin · 1× Diamant ·                                    | 4.020.000 |

Hauptartikel: Amy Winehouse/Auszeichnungen für Musikverkäufe